# Igraine
V artušovské legendě je Igraine (i:'ɡreɪn) matkou krále Artuše. Jejím prvním manželem byl cornwallský vévoda Gorlois sídlící na hradě Tintagel, ale později se stala manželkou krále Británie Uthera Pendragona. Latinská forma jejího jména je zpravidla Igerna, ve velštině Eigr (středovelšsky Eigyr), ve francouzštině Ygraine (starofrancouzsky Ygerne nebo Igerne), v románu Le Morte d'Arthur vystupuje jako Ygrayne, často modernizovaná jako Igraine nebo Igreine, a v epické básni Wolframa von Eschenbach Parzival vystupuje jako Arnive. Gorlois je otcem jejích dcer Elaine, Morgause a Morgan le Fay.

## Geoffrey z Monmouthu a velšská tradice
V pseudohistorickém díle Historia Regum Britanniae od Geoffreyho z Monmouthu vstupuje Igerna do příběhu jako manželka Gorloise, vévody z Cornwallu. Král Uther Pendragon se do ní zamiluje a pokusí se jí u svého dvora vnutit své lichotky. Igerna informuje svého manžela, který s ní odchází do Cornwallu, aniž by požádal krále Uthera o svolení. Tento náhlý odchod dává Utheru Pendragonovi záminku k válce s Gorloisem. Gorlois vede válku z hradu Dimilioc, ale svou ženu odvede do bezpečí na hrad Tintagel. Uther Pendragon proměněný Merlinovým kouzlem v Gorloise je schopen vstoupit do hradu Tintagelu, aby uspokojil svůj chtíč. Podaří se mu podvodem zmocnit se Igraine, neboť ta věří, že leží se svým manželem, a tak s ním počne Artuše. Její manžel Gorlois téže noci hyne v bitvě. Geoffrey neříká, a ani pozdější vyprávění se neshodují, zda Gorlois zemřel před nebo poté, co byl Artuš zplozen, což je okolnost důležitá při určení, zda by dítě mohlo být legitimizováno pozdějším sňatkem se skutečným otcem. Uther Pendragon se později s Igraine ožení.
Podle Geoffreyho porodila Igraine Utheru Pendragonovi též dceru Annu a tato Anna se později stala matkou Gawaina a Mordreda. Geoffrey ještě zmiňuje také bretaňského krále Hoela jako Artušova synovce a předkládá proroctví, že se z Utherovy dcery zrodí řada sedmi králů, což by byla pravda, pokud je Hoel Annin syn, ale není to pravda, pokud jsou Anninými syny pouze Gawain nebo Mordred. V této záležitosti panují nejasnosti, zvláště když velšské rodokmeny zmiňují Annu jako Hoelovu matku, ale nespojují ji s Utherem Pendragonem.
Ve středověké velšské literatuře a genealogických traktátech je Eigr jedním z několika dětí legendárního krále Británie Amlawdda Wlediga. Mezi její sourozence patří Gwyar, matka Gwalchmaie (Gawaina), která je zmíněna ve velšské pověsti Culhwch ac Olwen. Stejný zdroj zmiňuje Rikova syna Gormanta, Artušova nevlastního bratra z matčiny strany, zatímco jeho otec je vůdčím stařešinou v Cornwallu.